# الضيعة (السدة)

تعديل مصدري - تعديل

الضيعة هي إحدى قرى عزلة المرخام بمديرية السدة التابعة لمحافظة إب، بلغ تعداد سكانها 306 نسمة حسب تعداد اليمن لعام 2004.